# Bajka o trzech smokach
Bajka o trzech smokach – polski serial animowany skierowany dla dzieci. Powstał w roku 1987. Autorem scenariusza jest Krzysztof Kowalski. Lektorem w tej produkcji jest Tadeusz Włudarski.

## Odcinki serialu
- Narodziny, reż. Krzysztof Kowalski,
- Miasto, reż. Lesław Budzelewski,
- Astrolog, reż. Ryszard Kicza,
- Walka, reż. Lechosław Stankiewicz
- Kominiarczyk, reż. Lech Śmigaj

## Nagrody
Za opracowanie plastyczne tego serialu Mariola Mazanka otrzymała nagrodę im. J.P. Lutczyna na Festiwalu Filmów Seryjnych dla Dzieci w Gołańczu (1987).